# Bánk József
Bánk József (Adács, 1911. január 23. –‎ Verőce, 2002. szeptember 7.) római katolikus püspök, Széchenyi-díjas egyházjogász, egri érsek, majd váci érsek-püspök.

## Pályafutása
A gimnáziumot Gyöngyösön és Esztergomban, teológiai tanulmányait pedig Budapesten, a Pázmány Péter Tudományegyetem Hittudományi Karán végezte, a Központi Papnevelő Intézet növendékeként. 1936. július 21-én szentelték pappá Esztergomban. November 7-én teológiai doktorátust szerzett, majd három évig jogi tanulmányokat végzett a római Pápai Magyar Intézetben, az Apollinaris Pápai Egyetemen.
1939-től érseki levéltárosként központi szolgálatot látott el Esztergomban, majd 1943-ban pályázaton elnyerte a Hittudományi Kar egyházjogi tanszékét, melyet 1964-ig vezetett. Az 1949–1950-es tanévtől a Hittudományi Kar dékánja lett; a tanítást 1950-től a Hittudományi Akadémián is folytatta. A Második vatikáni zsinaton a magyar püspökök jogi szakértőjeként vett részt.

### Püspöki pályafutása
1964. szeptember 15-én materianai címzetes püspökké és győri segédpüspökké nevezték ki. Október 28-án szentelték püspökké Budapesten. 1966. május 24-én a Kódexrevíziós Bizottság konzultora lett.
Papp Kálmán megyés püspök halála után, 1966. július 28-tól káptalani helynökként, majd december 29-től apostoli adminisztrátorként igazgatta az egyházmegyét.
1969. január 10-én váci püspökké nevezték ki. Megszervezte a papok továbbképzését, felújíttatta a Váci székesegyházat, és az ő nevéhez fűződik az első autók beszerzése a tanyai lelkészségek és esperesi központok számára.
VI. Pál pápa 1974. február 2-án egri érsekké nevezte ki.
1978. március 2-tól saját kérésére visszakerült a váci egyházmegye élére, megtartva érseki címét. 1987. március 6-án nyugállományba vonult; nyugdíjas éveit Verőcén töltötte.

## Művei
- Címzetes apátok és prépostok újabb jogi helyzete Magyarországon. Budapest, 1941
- De personis moralibus ecclesiasticis in iure Hungariae civili. Róma, 1943
- A káptalani dignitas fogalma. Budapest, 1944 (Theológia különlenyomat)
- Törvényesítés a kánonjogban. Budapest, 1945 (Egyházi Lapok különlenyomat, 1944)
- Káptalani méltóságok Magyarországon. Budapest, 1945
- A kényszerházasság. Budapest, 1945
- De Justiniano Card. Serédi. Róma, 1956 (Monitor Ecclesiasticus különlenyomat)
- Egyházi jog. Az egyházi alkotmányjog alapjai. Budapest, 1958
- XII. Pius: Provida Mater kezdetű apostoli konstitúciója a tökéletesség megszerzésére. Fordítás és bevezető. Budapest, 1958
- Kardinal Serédi der Kanonist. Budapest, 1958
- Normae a Justiniano Card. Serédi conscriptae de fontibus CIC edendis. Róma, 1958 (Monitor Ecclesiasticus különlenyomat)
- Connubia canonica. Róma, 1959
- Kánoni jog. 1-2. kötet. Budapest, 1960
- Vasárnapok, ünnepnapok. Budapest, 1966
- Házasság előtt. Szerkesztés és bevezető. Budapest, 1972
- Fegyelem és kegyelem. Budapest, 1973
- Szentségimádás. Budapest, 1977
- Jézus közelében. Budapest, 1981
- Isten kezében. Budapest, 1981
- Igére vár a nép.  Gondolatok és buzdítások vasárnapokra és ünnepekre. 1. kötet. A év. Budapest, 1984
- Van Isten; Makrovilág, Bp., 1989
- Vademecum. Lelki kapaszkodó; összeáll. Bánk József; Makrovilág, Bp., 1991
- A nyolc boldogság; Makrovilág, Bp., 1991
- Latin bölcsességek Szállóigék, velős mondások latinul és magyarul; Szt. Gellért, Szeged, 1992
- Jézussal a keresztúton. 25 keresztút Bánk József érsek-püspök gyűjtésében; Makrovilág, Bp., 1993
- Ami a szemnek láthatatlan. Budapest, 1995
- Miatyánk. Budapest, 1996
- 3800 latin bölcsesség Szállóigék, velős mondások latinul és magyarul; 3. jav. kiad.; Szt. Gellért, Bp., 1997
- Serédi bíboros fiatal évei Rómában, 1908–1927; Szt. István Társulat, Bp., 1999
- Vademecum. Lelki kapaszkodó; bőv. Nagy Alexandra; 6. jav. kiad.; Szt. Gellért, Bp., 2020

Szerkesztette 1970-ben a Váci egyházmegye almanachot, 1975-ben Az Egri Főegyházmegye névtárát.